# Кавиненья (язык)
Кавиненья (исп. cavineña ) — индейский язык, на котором разговаривают свыше 1000 человек народности кавиненьо. Язык преподаётся в нескольких школах. Всего насчитывается 15 преподавателей и 135 учащихся. Для многих детей вторым языком является испанский.

## Гласные
|                  | Передние | Центральные | Задние |
| ---------------- | -------- | ----------- | ------ |
| Закрытые         | i /i/    |             | u /ʊ/  |
| Среднего подъёма | e /e/    |             |        |
| Открытые         |          | a /a/       |        |

Аллофоны:
- /e/ чередуется с /ɛ/.
- /o/ не является отдельной фонемой. Это — аллофон, чередующийся с /ʊ/, например, в слове chipiru ‘серебро’: tɕipirʊ ~ tɕipiro.

## Согласные
|             |             | Губно-губные | Зубные  | Альвеоло-палатальные | Палатальные | Заднеязычные | Лабиовелярные | Глоттальные |
| ----------- | ----------- | ------------ | ------- | -------------------- | ----------- | ------------ | ------------- | ----------- |
| Взрывные    | Глухие      | p /p/        | t /t/   | ty /c/               |             | k /k/        | kw /kʷ/       |             |
| Взрывные    | Звонкие     | b /b/        | d /d/   | dy /ɟ/               |             |              |               |             |
| Фрикативные | Фрикативные |              | s /s/   | sh /ɕ/               |             |              |               | j /h/       |
| Аффрикаты   | Аффрикаты   |              | ts /t͡s/ | ch /t͡ɕ/              |             |              |               |             |
| Носовые     | Носовые     | m /m/        | n /n/   |                      | ny /ɲ/      |              |               |             |
| Плавные     | Плавные     |              | r /ɹ/   |                      | ll /ʎ/      |              |               |             |
| Полугласные | Полугласные | w /w/        |         |                      | y /j/       |              |               |             |

Аллофоны:
- Звук /ɹ/ не зубной, а боковой альвеолярный.
- Произношение /w/ сохраняется перед /a/, но перед /i/ и /e/ он реализуется как /β/.